# John Foster Dulles
John Foster Dulles (Washington, 25 februari 1888 – aldaar, 24 mei 1959) was een Amerikaans staatsman en van 1953 tot 1959 de Amerikaanse minister van Buitenlandse Zaken (Secretary of State) onder president Dwight D. Eisenhower.
Hij was een zoon van een presbyteriaanse dominee. Zijn grootvader, John Watson Foster, was als diplomaat betrokken bij de totstandkoming van het Verdrag van Shimonoseki dat een einde maakte aan de Eerste Chinees-Japanse Oorlog. De christelijke beginselen van zijn vader en de diplomatieke ambities van zijn grootvader zijn van grote betekenis geweest voor zijn opvoeding en loopbaan. Dat is merkbaar in zijn bijdrage aan het Vredesverdrag van San Francisco, het vredesverdrag met Japan dat gebaseerd is op gelijke rechten van overwinnaars en overwonnenen; hij geloofde niet in revanche.

## Rechtenstudie en diplomatie
Dulles werd geboren in Washington en bracht een groot deel van zijn jeugd door in de staat New York. Hij studeerde rechten aan de Universiteit van Princeton en de George Washington University in de Amerikaanse hoofdstad. Hij begon zijn carrière in New York en specialiseerde zich in het internationaal recht. Aan het begin van de Eerste Wereldoorlog meldde hij zich aan bij het leger, maar zijn slechte gezichtsvermogen belemmerde hem in actieve dienst te treden. President Woodrow Wilson benoemde Dulles in 1918 tot lid van de Amerikaanse delegatie die werd uitgezonden naar de vredesconferentie in Parijs waar het Verdrag van Versailles zou worden ondertekend. Daar werkte hij voor zijn oom, Robert Lansing, de toenmalige minister van Buitenlandse Zaken (Ook Dulles' grootvader diende in die positie).

### Naoorlogse politieke carrière
Tegen het einde van de Tweede Wereldoorlog woonde Dulles de San Francisco Conference bij, waar de vrede met Japan werd opgesteld, en hielp hij ook mee bij de opstelling van het Handvest van de Verenigde Naties. Ook was hij enkele malen lid van de Amerikaanse delegatie naar de Algemene Vergadering van de VN. Ook diende Dulles korte tijd in de Amerikaanse Senaat, waar hij de termijn van een vertrokken senator afmaakte.
In 1950 publiceerde Dulles zijn boek War or Peace, waarin hij diepgaand ingaat op alle aspecten van de containmentpolitiek zoals de VS die voerde ten tijde van de beginfase van de Koude Oorlog. Dulles was kritisch over het beleid van president Harry S. Truman, hoewel hij het trouw uitvoerde.

## Ministerschap

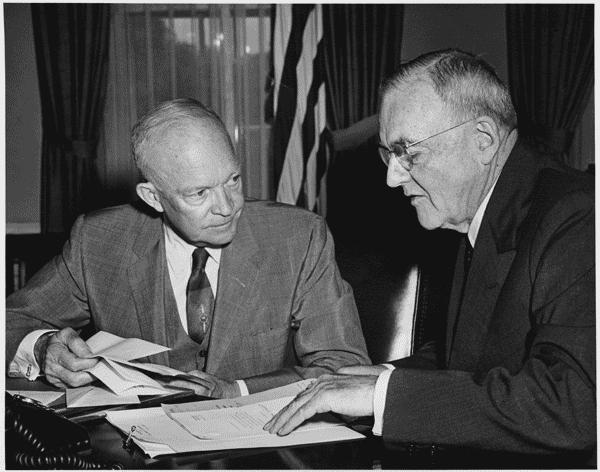
Dulles (rechts) in overleg met president Eisenhower in het Witte Huis

Na de verkiezingsoverwinning van Dwight Eisenhower in 1952 benoemde die Dulles tot zijn Secretary of State, oftewel minister van buitenlandse zaken. In die hoedanigheid zette hij zich in voor een versteviging van Amerika's militaire allianties met zijn bondgenoten. De NAVO won aan belang en Dulles was ook instrumenteel bij het opzetten van allianties in Azië en Oceanië door middel van het ANZUS-verdrag met Australië en Nieuw-Zeeland en de Zuidoost-Aziatische Verdragsorganisatie. Tevens was hij een voorstander van de rollback-politiek en noemde hij neutraliteit tijdens de Koude Oorlog "immoreel".
Zelf bleek Dulles eveneens immoreel en wel ten tijde van de Hongaarse Opstand in 1956. Ondanks de verwarrende en moeilijk te bevestigen berichtgeving uit Boedapest, beschikte hij over informatie omtrent de op handen zijnde Russische interventieplannen, die uiteindelijk aan tienduizenden Hongaren het leven kostte. Dulles adviseerde president Eisenhower af te zien zijn afkeuring tegen de invasie voor te leggen aan de Verenigde Naties.
In april 1959 trad Dulles af vanwege zijn verslechterende gezondheid en op 24 mei van dat jaar overleed hij aan de gevolgen van kanker. Hij werd begraven op het Arlington National Cemetery nabij Washington.
Dulles was medeoprichter van de Council on Foreign Relations. Naar hem is het belangrijkste internationale vliegveld van Washington, [Washington Dulles International Airport, vernoemd.
John Foster was de vader van Avery Dulles, die de protestantse kerk van zijn jeugd vaarwel zei, katholiek werd en jezuïet en een vermaard rooms-katholiek theoloog. Op hoge leeftijd benoemde paus Johannes Paulus II hem tot kardinaal.